# Ziya Gökalp

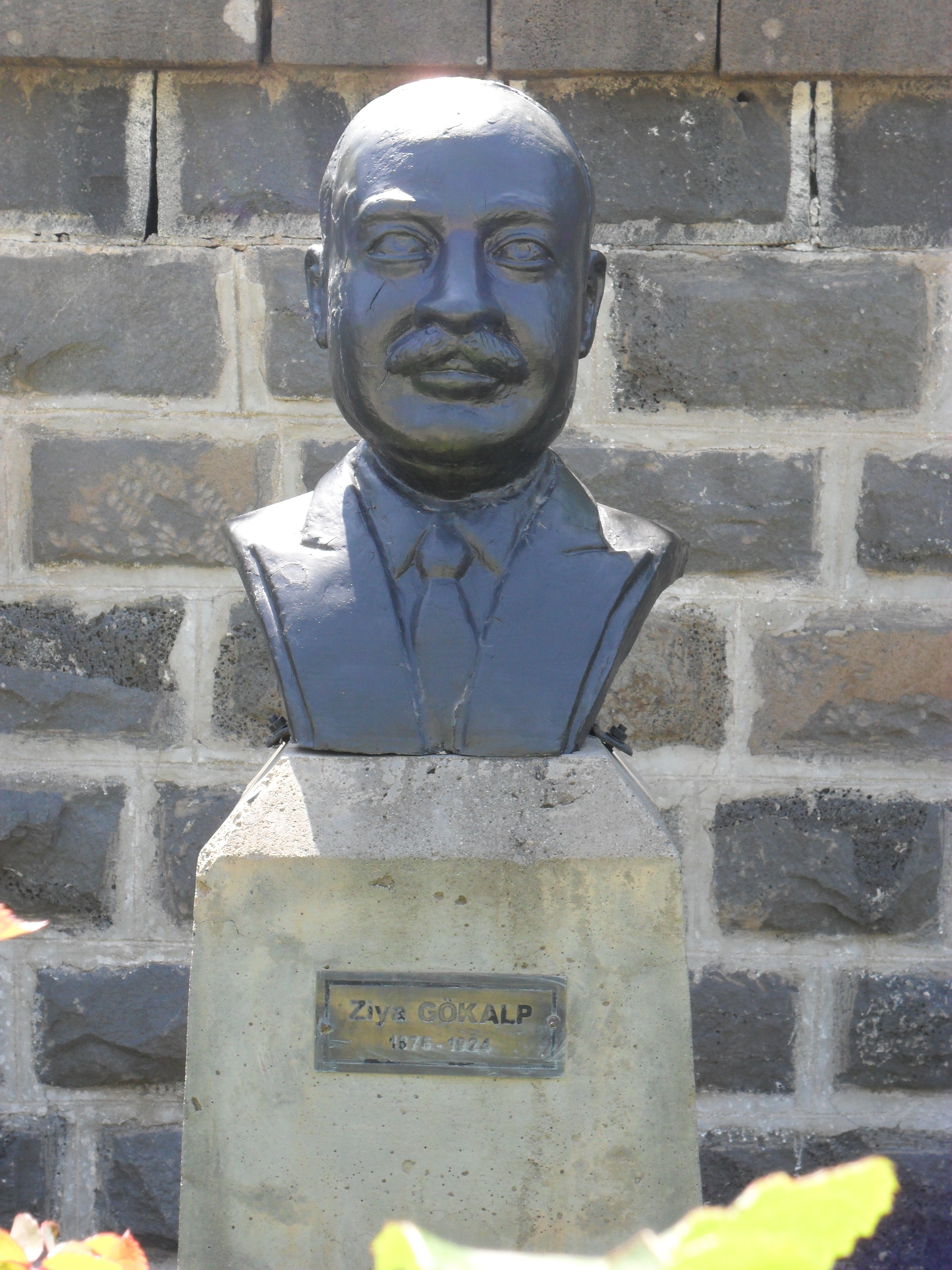
Byst av Ziya Gökalp i Diyarbakır.

Mehmed Ziya Gökalp, oftast bara Ziya Gökalp, född 23 mars 1876 i dåvarande Osmanska riket (nuvarande Turkiet), död 25 oktober 1924 i dåvarande Konstantinopel (nuvarande Istanbul) i Turkiet, var en turkisk lyriker och sociolog. Han var en av de ledande ungturkarna och grundläggande teoretiker i den starkt nationalistiska panturkiska rörelse som kallas turanism.